# Line Fruensgaard
Line Widt Fruensgaard (* 17. Juli 1978 in Herning; geborene Line Daugaard) ist eine ehemalige dänische Handballspielerin.

## Karriere
Fruensgaard spielte beim dänischen Erstligisten Ikast FS, der im Jahre 1999 mit weiteren Vereinen zu Ikast-Bording Elite Håndbold fusionierte. Nachdem die Außenspielerin in der Saison 2000/01 beim dänischen Verein Brabrand IF unter Vertrag stand, kehrte sie wieder zu Ikast-Bording Elite Håndbold zurück. Ab dem Januar 2006 legte sie schwangerschaftsbedingt eine einjährige Pause ein. 2008 änderte sich der Vereinsname in Ikast-Brande Elite Håndbold und ein Jahr später bildete der Verein mit dem FC Midtjylland den FC Midtjylland Håndbold. Nach der Saison 2009/10 beendete Fruensgaard ihre Karriere. Während ihrer Laufbahn gewann sie auf Vereinsebene 1998 die dänische Meisterschaft, 2002 den EHF-Pokal, 2004 den Europapokal der Pokalsieger sowie drei Mal den dänischen Pokal.
Fruensgaard bestritt insgesamt 103 Länderspiele für die dänische Nationalmannschaft, in denen sie 307 Treffer erzielte. Mit Dänemark gewann sie 2004 die Goldmedaille bei den Olympischen Spielen sowie die Europameisterschaft 2002.

## Privates
Line Fruensgaard ist mit dem Handballspieler Jeppe Fruensgaard verheiratet.